# جودي أندرسن
جودي أندرسن (بالإنجليزية: Judi Andersen)‏ هي عارضة أمريكية، ولدت في 11 أكتوبر 1958 في هاواي في الولايات المتحدة.

## روابط خارجية
- جودي أندرسن على موقع IMDb (الإنجليزية)